# TRT Haber
TRT Haber – turecki kanał telewizyjny o charakterze informacyjnym. Został uruchomiony w 1986 roku.